# El Reparo, Sinaloa
El Reparo är en ort i Mexiko.   Den ligger i kommunen Choix och delstaten Sinaloa, i den nordvästra delen av landet, 1 300 km nordväst om huvudstaden Mexico City. El Reparo ligger 182 meter över havet och antalet invånare är 234.
Terrängen runt El Reparo är kuperad åt nordost, men åt sydväst är den platt. Runt El Reparo är det mycket glesbefolkat, med 7 invånare per kvadratkilometer. Närmaste större samhälle är Choix, 11,9 km söder om El Reparo. I omgivningarna runt El Reparo växer huvudsakligen savannskog.